# Orihuela
Orihuela este un oraș în provincia Alicante, Comunitatea Valenciană, Spania.

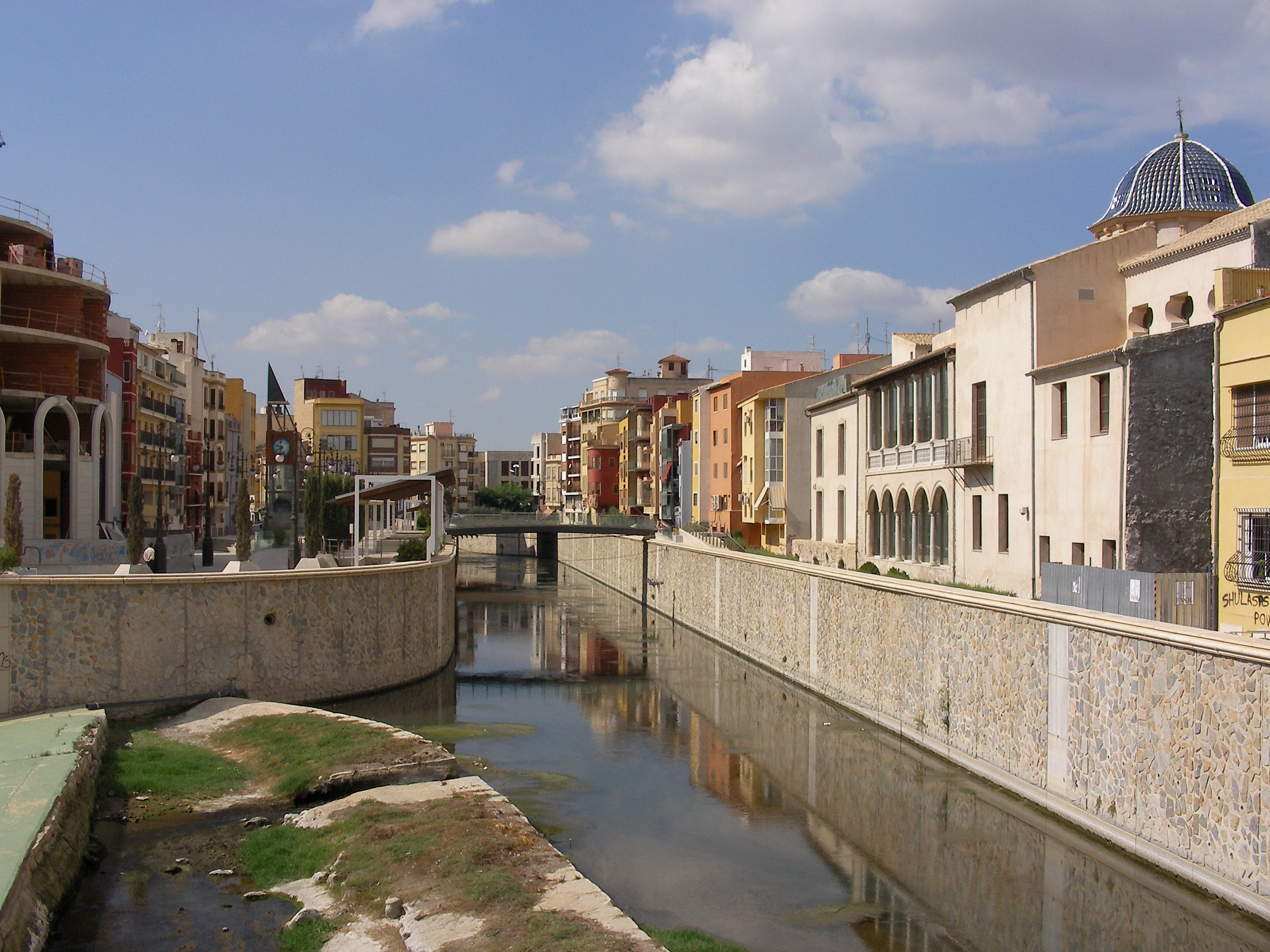
Râul Segura la trecerea lui prin Orihuela

## Așezare
Municipiul Orihuela se găsește în extremul sud al prinvinciei Alicante și este străbătută de râul Segura.

## Personalități născute aici
- Joaquín Agrasot (1836 - 1919), pictor;
- Miguel Hernández (1910 - 1942), scriitor.